# 垂花山姜
垂花山姜（学名：Alpinia schumanniana）为姜科山姜属下的一个种。

## 扩展阅读
- 維基物種上的相關：垂花山姜